# Terratrèmol de Hualien del 2024
El terratrèmol de Hualien del 2024 (xinès tradicional: 2024年花蓮地震, pinyin: 2024-nián huālián dìzhèn) va ser un sisme que es va produir a Taiwan a les 07:58:11 hora local (23:58:11 UTC, 01:58:11 hora catalana) del 3 d'abril de 2024 al sud/sud-oest de la comarca de Hualien, a 25 quilòmetres. Amb una magnitud de 7,4 a l'escala sismològica de magnitud de moment, va ser el terratrèmol més gran de Taiwan des del terratrèmol de Chichi l'any 1999. El mateix dia es van produir diverses rèpliques amb una magnitud de fins a 5,0.

## Terratrèmol
El terratrèmol va tenir una intensitat sísmica de 6+ a la vila de Hualien i de 5 a Taipei, seguint l'escala sísmica de l'Administració Meteorològica Central (zh) del país. Almenys 44 rèpliques es van registrar poc després del terratrèmol. Una rèplica de 6,4 va produir a les 08:11 hora local, seguida d'una de 5,7 a les 08:35, una de 5,5 a les 08:43 i una de 5,7 a les 08:46. El terratrèmol principal va ser el més fort que va afectar Taiwan des del terratrèmol de Chichi de 1999, de 7,7. A la Xina, es van sentir tremolors a Shanghai, Suzhou, Shenzhen, Guangzhou, Shantou i diverses viles de la província de Fujian. També es va sentir a Hong Kong, Macau i a les illes Yaeyama d'Okinawa, al Japó. En aquest últim, va arribar al nivell 4 a l'escala sísmica de l'Agència Meteorològica del Japó.

## Tsunami
Un tsunami de 0,5 m es va produir al nord-est de la comarca de Taitung. L'Administració Meteorològica Central va emetre una alerta indicant als residents que havien d'evacuar a un terreny més alt.
A la Xina, es va emetre una alerta taronja de tsunami del segon nivell més alt, alertant de potencials onades localitzades que podrien causar danys importants a les zones costaneres.
L'Agència Meteorològica del Japó va emetre un avís de tsunami per a la prefectura d'Okinawa, ja que s'esperaven onades de 3 m. Es va observar una onada de 30 cm a l'illa de Yonaguni uns 15 minuts després del terratrèmol. També s'esperaven onades al llarg de les illes Miyako i Yaeyama, i ones de 20 cm van arribar a les illes de Miyako i Ishigaki. L'alerta de tsunami va ser la primera que s'havia emès a la prefectura d'Okinawa des del terratrèmol i el tsunami del Japó del 2011, mentre que el tsunami va ser el primer que havia afectat la zona des de 1998. Es van suspendre els vols a les prefectures d'Okinawa i Kagoshima, inclosos l'aeroport de Naha i de Miyako, que van ser evacuats als tercers pisos.
A les Filipines, es van ordenar evacuacions a les províncies de Batanes, Cagayan, Isabela i Ilocos Norte. Es va emetre un avís a 23 províncies per "onades altes de tsunami". L'avís de tsunami es va cancel·lar a les 10:03 hora local.

## Efectes
Es van registrar nou víctimes mortals, mentre que més de 821 persones van resultar ferides i 127 més van quedar atrapades, segons l'agència de bombers del país. Tres dels morts eren a la carretera del Parc Nacional de Taroko a Xiulin, a la comarca de Hualien, on van morir per les caigudes de les roques. Una altra de les víctimes mortals va ser un conductor, que va quedar atrapat en una allau de roques prop del túnel de Daqingshui a la comarca de Yilan.
Més de 125 edificis van quedar malmesos pel terratrèmol. Dels 26 esfondraments d'edificis denunciats, més de la meitat es van produir a Hualien. Els col·lapses van provocar que almenys 20 persones quedessin atrapades immediatament. A la vila de Hualien, dues cases, un edifici de nou pisos i un restaurant es van ensorrar, atrapant moltes persones a l'interior. Un magatzem també es va ensorrar a Nova Taipei, causant tres ferits lleus.
El fet que el desastre tingués lloc en una zona muntanyosa va complicar les tasques de rescat, per la gran quantitat de zones de difícil accés. Tant el Japó com la Xina van oferir la seva ajuda. Més tard, Guatemala i el Paraguai també van expressar la seva solidaritat i van oferir el seu suport.